# Landschaftsmuseum Obermain
Das Landschaftsmuseum Obermain ist eines von vier in der Kulmbacher Plassenburg eingerichteten Museen. Die Sammlung des Museums geht in Teilen auf das 1910 gegründete Luitpoldmuseum zurück.
Das Museum zeigt im Westflügel der Plassenburg kunst- und kulturhistorisch Exponate aus dem Obermaingebiet. Anhand einer Kopie der Ebstorfer Weltkarte können Besucher das Weltbild des Hochmittelalters per Computer entschlüsseln. Weitere Abteilungen beschäftigen sich mit der Reformation, der Zerstörung Kulmbachs 1553 im Bundesständischen Krieg und dem folgenden Wiederaufbau. Neben der Geschichte des Obermainlandes präsentiert das Museum unter dem Motto Von Sammlern und Gelehrten die Grabungen auf dem Gebiet der Vor- und Frühgeschichte wird die Persönlichkeit Max Hundt (1898–1966) und Geologische Forschungen von Johann Peter Apollonius Weltrich sowie in der Abteilung Fauna und Flora den Weltreisenden und Insektensammler Johannes Kaulfuß. Unter dem Titel Hexen, Werwölfe und Untote beschäftigt sich eine weitere Abteilung mit dem Aberglauben vergangener Jahrhunderte und seinen Ausprägungen.